# Свалянето на Христос от кръста (Джордано)
„Свалянето на Христос от кръста“ (на италиански: Deposizione di Cristo) е картина, нарисувана през 1671 г. от неаполитанския художник Лука Джордано. Платното с размери (310 × 210 см) се съхранява в църквата на комплекса Пио Монте дела Мизерикордия в Неапол, Италия.
Пиетро Джаноне определя платното като най-доброто произведение на Джордано.

## История и описание
Платното е запазено и до днес в същия институт, за който е рисувано – Пио Монте дела Мизерикордия и е едно от седемте картини, запазени в седемте малки олтара, заобикалящи главния олтар с картината „Седемте милосърдни дела“ на Микеланджело да Караваджо в църквата на комплекса „Пио Монте“. Картината на Джордано замества друга – „Погребението на Христос“ (1608) от Джовани Бальоне, която днес е изложена в картинната галерия на първия етаж на комплекса.
Картината представа свалянето на Христос от кръста и погребението му. В художественото изпълнение се забелязва влиянието, което Хосе де Рибера оказва във формирането на художника. Златната цветова гама, губеща се в контурите и ефектните сенки и нюанси, правят картината шедьовър на изкусния неаполитански художник.
Документите съхранени в Пио Монте дела Мизерикордия, свидетелстват, че за изпълнението на платното са платени 200 дуката.
Датата и подписът на художника се виждат в долния край на картината (Jordanus F. 1671).